# 春の夢 (ポーの一族)
「春の夢」（はるのゆめ）は、『別冊少女コミック』（小学館）1976年6月号で終了した、吸血鬼一族の物語を描いた萩尾望都のファンタジー漫画作品『ポーの一族』シリーズの40年ぶりの新作である。『月刊フラワーズ』（小学館）2016年7月号に発表され、その後、2017年3月号から7月号にかけて掲載された。
『このマンガがすごい! 2018』オンナ編で第2位にランクイン。

## 解説
本作は『ポーの一族』のシリーズ16作目の作品である。1976年の連載終了から40年ぶりの新作発表として大きな話題となり、その反響の大きさにより掲載誌が売り切れる書店が続出したため、重版されることとなった。第二次世界大戦中のイギリス西部の島を舞台とした作品で、これまでの作品で明らかにされていなかったポーの一族の秘密の一端やポーの村の成り立ちに言及されている。
なお、タイトルは作品中で歌われるフランツ・シューベルトの歌曲集『冬の旅』の第11曲「春の夢」にちなむものである。

## あらすじ
1944年1月、ロンドンで被災してウェールズ地方アングルシー島の「赤い家」にやって来たエドガー・ポーツネルとアラン・トワイライトは、ドイツから来たユダヤ人の少女・ブランカと弟のノアに出会う。2人はナチスによる迫害を逃れて、母の姉の夫であるダン・オットマーのもとに身を寄せていた。レコードのシューベルトの曲につられてノアが「赤い家」に飛び込んで来たことが縁で、エドガーとブランカたちは親しくなる。一方、体調がすぐれず眠ってばかりいるアランのために、1925年のパリ万博で出会った同族異種の吸血鬼（ヴァンピール）・ファルカを呼びよせる。紅ルーシ出身のファルカは“気”が漏れ出すのを塞ぐ能力を持っているのである。
ある日、エドガーの元に手紙が届き、回復したアランをファルカに預けてチェスターのサンタルチア・ホテルを訪れる。待ち受けていたのは「ポーの村」からの使者であるクロエとシルバー、ゴールドで、大老ポーの直系の血を受けたエドガーが1年に1度一族の者に“気”を与える代わりに、一族の承認と儀式を受けずにエドガーがバンパネラにしてしまったアランには手出しをしないという契約を結んでいた。チェスターから戻ってきたエドガーは、ファルカのもう一つの能力、“目”-“スキマ”（空気の滝のようなもの）を通り抜けて行きたい場所に行けることを教わる。彼は人間時代、地方領主だったが戦に負けて妻子を失った後、ある男に一族に加えられたのである。
一方、ダンの妻のザブリナが、軍の仕事から一時休暇を取って帰ってきた。ザブリナはドーバーの孤児院で友人の息子のアダムを見つけて連れてきていた。その夜、ザブリナはダンの母からオットマー家の男たちの“眠れない病気”のことを聞かされる。オットマー家の男たちは代々43、44歳で発病し、眠れずに消耗して45、46歳で死んでしまうとのことで、ダンも既に重体であった。ダンの母は、22年前に夫が亡くなる前に不思議な男が訪れ、「もし望むなら生き返ることもできるが、人間にはもどれない」と言われるが、追い返した。その男は3月の終わり頃にもダンの母を訪れ、彼女は「望みます」と答えてしまった。ダンの母がザブリナに“眠れない病気”と不思議な男の話をした翌日、連合軍によるノルマンディー上陸作戦が始まり、皆が戦争の終結の希望に湧く中、ザブリナは軍に戻る。
8月25日、ファルカが訪れ、ド・ゴール将軍がパリ解放宣言を行ったと告げる。明日、シャンゼリゼ通りで戦勝パレードがあると聞いてアランは行きたがったが、エドガーはまだ危険だからと反対する。ファルカは、人間だった頃に失った子供の代わりが欲しくて何人もの子供を仲間に引き入れたが、わがままを許して不用心を招いた結果、長生きした子供はいなかった。ファルカが子供を育てられないことを見抜いていたエドガーは彼を追い返す。 
その夜、クロエが契約を無視してもっと若返りたいと、アランを人質にしてエドガーの“気”を要求してきた。そこへ大老ポーが現れて、クロエが干からびるまで“気”を吸い取る。大老ポーは、クロエを棺に入れてポーの村の地下に閉じ込めるようにシルバーに指示し、クロエの代わりにポーの村を統治するよう命じる。一方、ダンが亡くなり、通夜に再び不思議な男サルヴァトーレが大老ポーと連れ立ってダンの母の前に現れる。サルヴァトーレは200年ほど前のオットマー家の先祖で、ダンはまだ死んでおらず深く眠っている、そしてこれから目覚めて永劫の時間を生きることになると告げる。そこへ弔問に訪れたエドガーに大老ポーは、オットマー家はギリシャ系の別の不死の一族、「ルチオ」で、長く流離（）う一族同士、何百年後のことも考えて助け合う必要がありここを管理していること、ルチオ一族は基本、男しかいないこと、サンタルチア・ホテルもオットマー家の所有であること、ダンは地下の霊廟に納められて5日後には目を覚ます、そこまでが自分の管理であることを語る。
翌朝、エドガーが「赤い家」に泊まり込んでいたブランカたちをダンの葬式に送る途中、ノアとアダムが突然の濁流に流されてしまう。アダムは救助できたがノアは見つからない。呆然自失のブランカが川へ入って行こうとしたところをオットマー家の運転手アシュトンが助けるが、ブランカに愛情を抱いていたアシュトンは突然、彼女に襲いかかる。駆け付けたエドガーにアシュトンは、ブランカが塔の中の穴に落ちたと言ってその穴に閉じ込めてしまう。ブランカは塔の中に逃げ込むが、アシュトンに追いつかれ襲いかかられる。ブランカの悲鳴に反応したエドガーは、なぜか発現した“目”を通り抜けてアシュトンの手首をつかみ“気”を吸い取って階段から突き落とす。その姿を見たブランカは恐ろしさのあまり黒髪が一瞬で白髪になり、塔の窓から落ちた。エドガーは瀕死のブランカを抱いて「赤い家」に戻るが、助からないと知りファルカを呼んで仲間に入れるように頼む。
そこへシルバーが現れ、クロエがゴールドの血を絞り出して村中の「永遠のバラ」を吸いつくしたうえ、ポーの村の入り口があるレイラインの交差点でレイライン研究者の女性を殺して逃げ、さらにエドガーの血を欲してここに来るかもしれないと告げる。ファルカはトラブルに巻き込まれないよう、ブランカを「オレの花嫁… 大切にするよ」と言ってパリの館に連れていく。その頃、目覚めたダンは母親にベニスに行くと告げてサルヴァトーレとともに去っていく。その翌日、ノアが河口の近くの漁師の家で生きて見つかったが、アシュトンの死体が見つかりブランカも行方不明なため大騒ぎになる中、エドガーとアランはファルカたちを追ってパリへと向かう。
数年後、大学生になったノアとアダムは夏休みの間だけ「赤い家」を借りて過ごす。そんなノアをファルカに連れられたブランカが林の間から見つめて涙を流す。

## 補足
ポーの村の入り口は、「ピカデリー7時」ではラトランドのどこかにあるとされていたが、本作ではヨークシャーのどこかの谷に入り口があり、入り口は隠されていて誰も村には入れないとファルカが語っている。